# L’assassí
L'assassí (Le Tueur ) és una pel·lícula dirigida per Denys de La Patellière el 1972. Ha estat doblada al català.

## Argument
El comissari divisionari Le Guen, que ha aconseguit detenir l'assassí Georges Gassot, xoca amb els mètodes més moderns de François Tellier, nou director de la P.J. Gassot fuig de l'hospital psiquiàtric cap a Marsella on troba una jove prostituta alemanya, Gerda. Però Le Guen, per intermediació d'un periodista, fa creure al crim organitzat francès que Gassot és a Marsella per posar-se al capdavant dels seus negocis; l'homicidi del defensor de Gerda, a París, i el del barquer de Gassot a Marsella deixen creure en aquesta versió. Gassot puja a París, controlat per Le Guen.
De tornada a París, Le Guen és de nou darrere de Gassot, però el perd. Gassot es posa a matar tots aquells que li obstaculitzen el camí, o que semblen haver-lo traït, i es queda en contacte només amb el seu germà François i Gerda. Intentant participar en un cop, és previngut per Le Guen que gira els socis comanditaris contra ell. Tellier intenta acorralar Gassot utilitzant contra ell el seu consum de cigarretes - d'una certa marca - i que freqüenta Gerda. Però en el moment en què Le Guen es prepara a detenir Gassot en el seu amagatall, prop de Sèvres, els socis hi irrompen, i Gassot fuig matant-los. El fracàs de Le Guen difícilment és sentit per Tellier, que li retreu que els seus mètodes s'hagin oposat a les del seu superior, igualment que avalotant els truans contra Gassot, Le Guen intenta fer aplicar la pena de mort que el tribunal ha refusat. Tellier li anuncia que serà jubilat, però que primer ha de detenir Gassot.
El germà de Gassot és pres en flagrant delicte de projecció pornogràfica a casa seva, i Le Guen obté de Tellier les proves que aquest havia proposat a la sortida. Només Le Guen pensa que aquests aconseguiran fer altra cosa que augmentar la pressió sobre Gassot. Per assegurar-se de capturar l'assassí, Le Guen fa col·locar a la cèl·lula del seu germà un "xai", qui ha d'obtenir informacions com més aviat possible. Acorralat, Gassot demana a Gerda de veure el seu germà, perquè li procuri un amagatall malgrat la seva captivitat. François, acorralat, li envia el "xai", que el troba, després entra de seguida a la PJ per mantenir-los informat. Le Guen para una trampa, que Tellier, malgrat les seves reticències sobre els mètodes, accepta.
La trampa és preparada en un restaurant d'una localitat rural, però Gerda s'adona de l'encerclament, i prevé Gassot, que fuig, ferint greument l'adjunt de Le Guen. Voltat per la policia, s'acaba disparant un tret a la boca davant de Gerda, de Le Guen i de Tellier.

## Llocs de rodatge
Es veu en aquesta pel·lícula la torre Montparnasse en construcció i les Halles de París en demolició.

## Repartiment
- Jean Gabin: el comissari Le Guen
- Fabio Testi: Georges Gassot
- Uschi Glas: Gerda
- Bernard Blier: François Tellier
- Félix Marten: L'inspector Louis Campana, adjunt de Le Guen
- Jacques Richard: François Gassot, el germà de Georges
- Philippe March: El metge psiquiatre
- Jacques Debary: el comissari de Marsella
- Sady Rebbot: Lucien, el Grenoblois
- Ginette Garcin: Lulu
- Gérard Depardieu: Frédo Babasch
- Robert Lombard: Laurière
- Georges Staquet: M. Alphonse
- Jean Barney: Un jove inspector
- Georges Blaness: Un pied noir
- Mario David: Un pied noir
- Uschi Bremen: La venedora del sex-shop
- Ermanno Casanova: Un infermer
- FonFon: Un vell truà